# Mecz Gwiazd PLKK 2012
Mecz Gwiazd – Polska – Gwiazdy FGE 2012 – towarzyski mecz koszykówki rozegrany 11 lutego 2012 roku w Arenie Gdynia. W spotkaniu wzięły udział zawodniczki najwyższej klasy rozgrywkowej w Polsce oraz reprezentantki Polski.
W głosowaniu na skład wyjściowy zespołu gwiazd wzięło udział ponad 29 tysięcy fanów. Pięć zawodniczek rezerwowych wybrali trenerzy Ford Germaz Ekstraklasy, a dwie ostatnie, Amerykankę Laurie Koehn oraz Ukrainkę Innę Koczubei, władze PLKK. Skład kadry ustalił jej selekcjoner Jacek Winnicki.
Z powołanych do udziału w meczu zawodniczek nie wystąpiły Alicja Bednarek (Matizol Lider Pruszków – kadra Polski), Katarzyna Krężel (Wisła Can-Pack Kraków – kadra Polski), Lyndra Weaver (AZS PWSZ Gorzów Wielkopolski). Tę ostatnią zastąpiła w ostatniej chwili zawodniczka Lotosu Jolene Anderson.
W konkursie rzutów za 3 punkty zmierzyły się Jolene Anderson (Lotos), Ivana Jalcova (Lotos), Elżbieta Mowlik (Artego Bydgoszcz), Agnieszka Skobel (KSSSE AZS PWSZ Gorzów Wlkp.), Nicole Powell (Wisła Can-Pack Kraków), Laurie Koehn (Matizol Lider Pruszków). Koehn obroniła tytuł mistrzyni zdobyty rok wcześniej. W finale pokonała Jalcovą.
- MVP – Agnieszka Bibrzycka (Polska)
- Zwyciężczyni konkursu rzutów za 3 punkty – Laurie Koehn

## Statystyki spotkania
- Trener kadry Polski: Jacek Winnicki (Turów Zgorzelec), asystenci: Dariusz Raczyński, Krzysztof Szewczyk
- Trener drużyny gwiazd: José Ignacio Hernández (Wisła Can-Pack Kraków), asystent: Javier Fort Puente (Lotos Gdynia)

pogrubienie – oznacza zawodniczkę składu podstawowego
| Polska – 74                               | Polska – 74                               | Polska – 74                               | 70 – Gwiazdy FGE                          | 70 – Gwiazdy FGE                          | 70 – Gwiazdy FGE                          | 70 – Gwiazdy FGE                          |                                           |
| Wyniki Kwart – 20:21, 21:13, 16:15, 17:21 | Wyniki Kwart – 20:21, 21:13, 16:15, 17:21 | Wyniki Kwart – 20:21, 21:13, 16:15, 17:21 | Wyniki Kwart – 20:21, 21:13, 16:15, 17:21 | Wyniki Kwart – 20:21, 21:13, 16:15, 17:21 | Wyniki Kwart – 20:21, 21:13, 16:15, 17:21 | Wyniki Kwart – 20:21, 21:13, 16:15, 17:21 | Wyniki Kwart – 20:21, 21:13, 16:15, 17:21 |
| Zawodnik                                  | Klub                                      | Pkt                                       | Zawodnik                                  | Kraj                                      | Klub                                      | Pkt                                       |                                           |
| ----------------------------------------- | ----------------------------------------- | ----------------------------------------- | ----------------------------------------- | ----------------------------------------- | ----------------------------------------- | ----------------------------------------- | ----------------------------------------- |
| Agnieszka Bibrzycka                       | CCC Polkowice                             | 16                                        | Geraldine Robert                          | /                                         | Lotos Gdynia                              | 19                                        |                                           |
| Ewelina Kobryn                            | Wisła Can-Pack Kraków                     | 8                                         | Aneika Henry                              | /                                         | Lotos Gdynia                              | 10                                        |                                           |
| Agnieszka Skobel                          | AZS PWSZ Gorzów Wielkopolski              | 8                                         | Walerija Musina                           | Rosja                                     | CCC Polkowice                             | 8                                         |                                           |
| Magdalena Leciejewska                     | Wisła Can-Pack Kraków                     | 8                                         | Erin Phillips                             | Australia                                 | Wisła Can-Pack Kraków                     | 7                                         |                                           |
| Paulina Pawlak                            | Wisła Can-Pack Kraków                     | 7                                         | Jolene Anderson                           | Stany Zjednoczone                         | Lotos Gdynia                              | 5                                         |                                           |
| Elżbieta Mowlik                           | Artego Bydgoszcz                          | 6                                         | Jelena Maksimović                         | Serbia                                    | Energa Toruń                              | 5                                         |                                           |
| Agnieszka Szott                           | Artego Bydgoszcz                          | 5                                         | Sharnee Zoll                              | Stany Zjednoczone                         | CCC Polkowice                             | 4                                         |                                           |
| Weronika Idczak                           | Energa Toruń                              | 5                                         | Inna Koczubej                             | Ukraina                                   | Odra Brzeg                                | 4                                         |                                           |
| Martyna Koc                               | Artego Bydgoszcz                          | 5                                         | Laurie Koehn                              | Stany Zjednoczone                         | Matizol Lider Pruszków                    | 3                                         |                                           |
| Aleksandra Chomać                         | Matizol Lider Pruszków                    | 4                                         | Rebecca Harris                            | Stany Zjednoczone                         | ROW Rybnik                                | 3                                         |                                           |
| Agnieszka Majewska                        | CCC Polkowice                             | 2                                         | Milka Bjelica                             | Czarnogóra                                | Wisła Can-Pack Kraków                     | 2                                         |                                           |
| Magdalena Ziętara                         | Lotos Gdynia                              | 0                                         | Nicole Powell                             | Stany Zjednoczone                         | Wisła Can-Pack Kraków                     | 0                                         |                                           |